# Aubrey Reese
Aubrey Lamar Reese (Auburn, 13 ottobre 1978) è un ex cestista e allenatore di pallacanestro statunitense.